# 高月型護衛艦
高月型護衛艦（たかつきがたごえいかん）是一款曾服役於日本海上自衛隊的多功能護衛艦，主要負責反潛任務。
1985年至1988年間，本級艦接受改裝升級，換裝包含海麻雀飛彈、魚叉飛彈、方陣快砲與新型FCS-2-12火控系統在內的各項裝備。三號艦「望月號」與四號艦「長月號」雖被排入升級行程中，但是最後均遭取消。本級艦目前全級已經退役。

## 同型艦
| 編號   | 艦名        | 下水          | 服役   | 退役   | 備註               |
| ------ | ----------- | ------------- | ------ | ------ | ------------------ |
| DD-164 | 高月號 （） | 1966年7月1日  | 1967年 | 2002年 |                    |
| DD-165 | 菊月號 （きくづき） | 1967年3月25日 | 1968年 | 2003年 |                    |
| DD-66  | 望月號 （もちづき） | 1968年3月15日 | 1969年 | 1999年 | 改為特務艦ASU-7019 |
| DD-167 | 長月號 （ながつき） | 1969年3月19日 | 1970年 | 1996年 |                    |